# 哈默巴赫河 (姆熱河支流)
49°48′49″N 12°45′46″E / 49.81361°N 12.76278°E
哈默巴赫河是歐洲的河流，流經德國巴伐利亞州和捷克，屬於姆熱河的左支流，河道全長4公里，流域面積197平方公里，發源自波希米亞地區。